# 向ヶ丘遊園駅

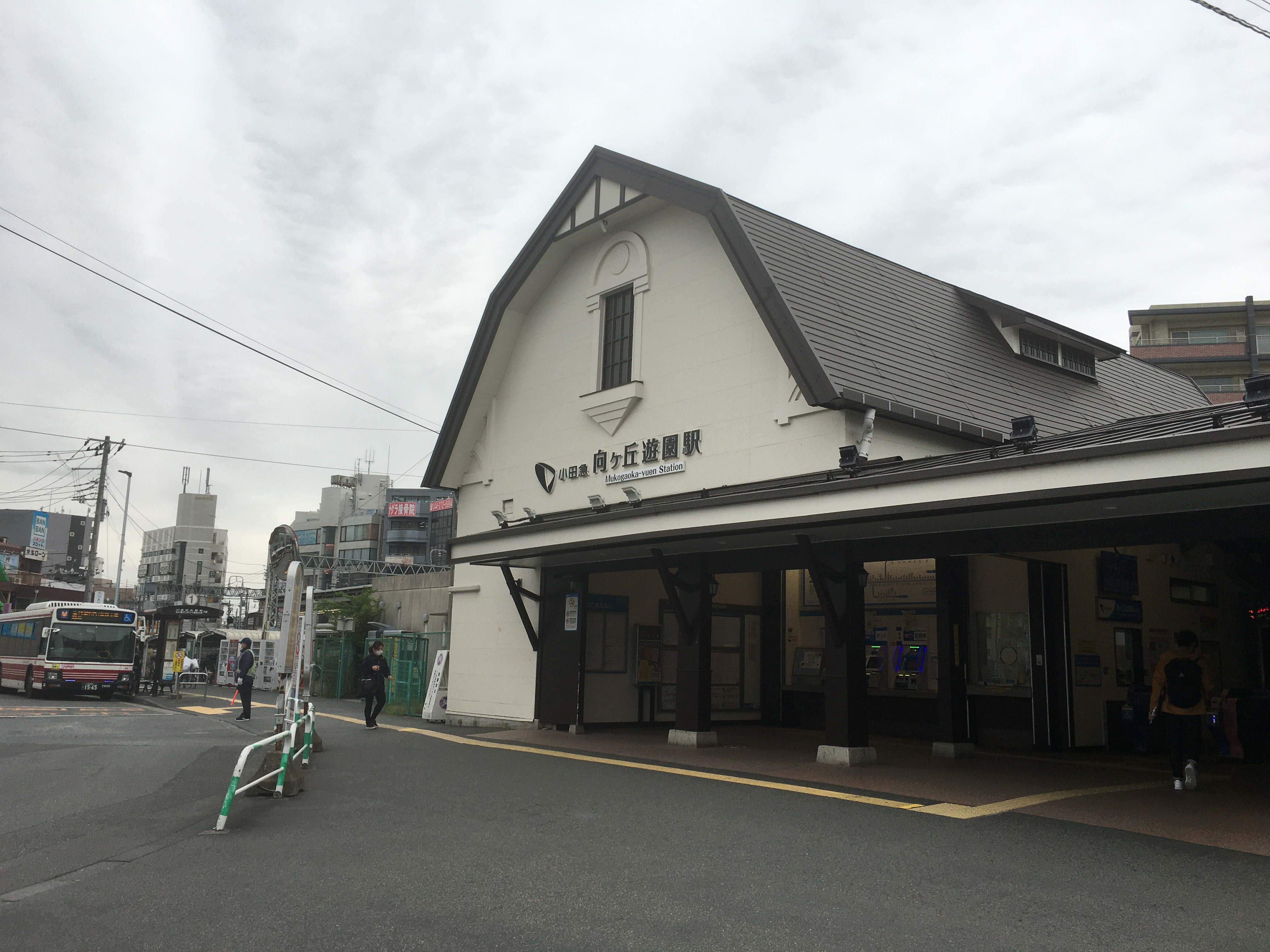
北口（2021年5月11日）

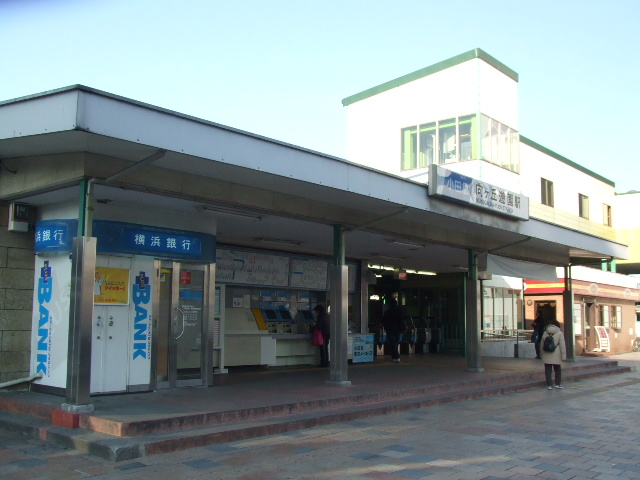
リニューアル前の南口駅舎（2007年1月）

向ヶ丘遊園駅（むこうがおかゆうえんえき）は、神奈川県川崎市多摩区登戸にある、小田急電鉄小田原線の駅である。駅番号はOH 19。
周辺地域は「ゆうえん」の略称で呼ばれる場合もある。かつては向ヶ丘遊園モノレール線が接続していた。

## 歴史

### 年表
- 1927年（昭和2年）
  - 4月1日：稲田登戸駅（いなだのぼりとえき）として開設[1]。各停・「直通」の停車駅となる。なお、各停は新宿駅 - 当駅間運行であり、当駅 - 小田原駅間は「直通」のみが運行された。
  - 6月14日：当駅 - 向ヶ丘遊園間に豆汽車開通。
  - 10月15日：急行新設、停車駅となる。
- 1938年（昭和13年）10月1日：橘樹郡稲田町が川崎市と合併、同市所在となる。
- 1944年（昭和19年）11月：太平洋戦争戦況悪化に伴い、急行運行中止。
- 1945年（昭和20年）6月：従来、新宿駅 - 当駅間のみ運行の各停が全線運行されることとなり、「直通」廃止。
- 1946年（昭和21年）10月1日：準急が設定され、停車駅となる。
- 1948年（昭和23年）9月：桜準急新設、停車駅となる。
- 1950年（昭和25年）3月25日：向ヶ丘遊園への豆汽車が豆電車として復活。
- 1952年（昭和27年）12月：急行の停車駅となる。
- 1955年（昭和30年）
  - 3月25日：通勤急行新設、停車駅となる。
  - 4月1日：向ヶ丘遊園駅に改称[2]。
- 1957年（昭和32年）
  - この年：夏季のみ運行の「快速急行」[注 1]新設、停車駅となる。
  - 10月：ホーム有効長が6両に対応した110mとなる[3]。
- 1960年（昭和35年）3月25日：通勤準急新設、停車駅となる。
- 1964年（昭和39年）11月5日：快速準急新設、停車駅となる。
- 1965年（昭和40年）：豆電車廃止。
- 1966年（昭和41年）
  - 4月23日：向ヶ丘遊園モノレール当駅 - 向ヶ丘遊園正門駅間開通[4]。
  - 6月1日：小田急ロマンスカー使用特急「さがみ」号新設、停車駅となる[4]。
- 1972年（昭和47年）4月1日：川崎市政令指定都市移行に伴い多摩区新設、当駅は区役所最寄駅となる。
- 2000年（平成12年）2月13日：向ヶ丘遊園モノレールの全線が休止。
- 2001年（平成13年）2月1日：向ヶ丘遊園モノレール全線廃止[5][6][7]。
- 2002年（平成14年）
  - 3月23日：多摩急行が新設されるが通過駅となる。同時に湘南急行新設、停車駅となる[8]。
  - 3月31日 - 向ヶ丘遊園が閉園[9]。
- 2004年（平成16年）12月11日：区間準急新設、停車駅となる[10]。湘南急行は当駅を通過する快速急行の設定にともない廃止[10]。
- 2011年（平成23年）9月2日：接近メロディ使用開始[11]。
- 2014年（平成26年）1月：OH 19の駅ナンバリング導入、使用開始[12]。
- 2014年（平成26年）10月30日：正午頃、西側に南北自由通路完成、使用開始[13]。同時に向ヶ丘遊園1号踏切使用終了。
- 2016年（平成28年）3月26日：日中時間帯の多摩急行が急行として運行されるようになり、東京メトロ千代田線・JR常磐線への直通列車が日中も停車するようになる。また、平日夕方 - 夜間にかけて、東京メトロ千代田線に直通する準急が1時間1本程度設定され、平日の夕方時間帯も東京メトロ千代田線との直通列車停車開始。区間準急廃止[14]。
- 2018年（平成30年）3月17日：ダイヤ改正に伴い、特急は全列車通過となる。また、通勤急行の停車駅となる。下り準急は平日の夕方ラッシュ時間帯のみ運行となる[15]。
- 2019年（平成31年）4月1日：「ナチュラル・レトロモダン」をコンセプトとしてリニューアルされた南口駅舎が使用開始[16]。
- 2020年（令和2年）4月1日：北口駅舎リニューアル[17]。

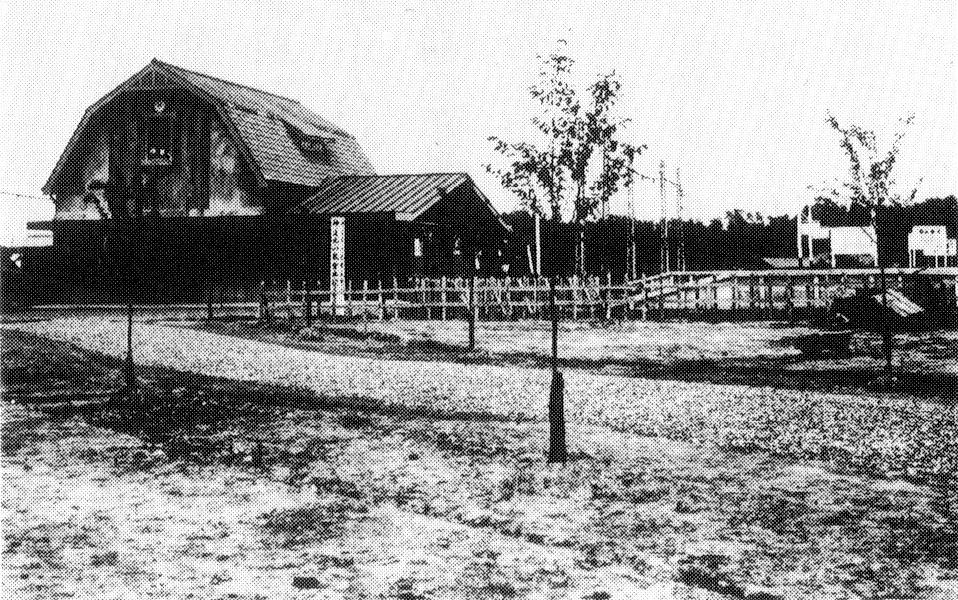
開設当時の駅舎と周辺
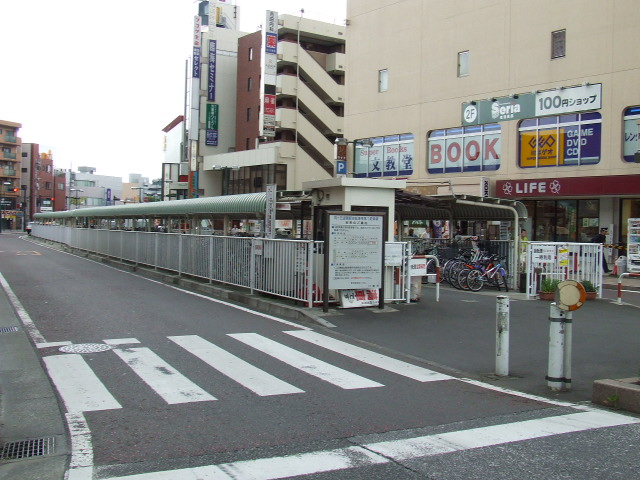
モノレール駅跡（2007年6月）

### 駅名の由来
現駅名である「向ヶ丘遊園」は、最寄駅であった遊園地「向ヶ丘遊園」の知名度を上げるために、それまでの「稲田登戸駅」より改称されたもの。向ヶ丘遊園は2002年（平成14年）に閉園となり現存しないが、定着した駅名は変更されずに現在に至る。なお、名称の元となった向ヶ丘（）は本来当駅付近ではなく、より南東側の地域を指す地名である（詳細は「向ヶ丘 (川崎市)」を参照）。
また、旧駅名である「稲田登戸（）」は、この駅が開業当時、稲田村大字登戸に設置されたことによる。なお稲田村（後に稲田町）は1938年（昭和14年）に川崎市へ編入された。

## 駅構造
島式ホーム2面4線を有する待避可能な地上駅。駅の小田原寄りには引上線がある。そのため、朝夕を中心に折り返す列車が設定されている。この引上線から直進すると急行線の3番ホーム、引上線より左へ分岐すると緩行線4番ホームである。上り本線からは直進すると引上げ線から4番ホーム線へ向かう線路に合流し、右へ分岐すると引上線から3番ホームに向かう線路に合流するという構造である。この構造により、3番ホームに進入する上り列車が分岐器速度制限を受けるため、当駅へ停車しない特急ロマンスカー・快速急行も低速で通過する。
2009年（平成21年）3月に、東北沢駅 - 和泉多摩川駅間複々線化工事関連として隣の登戸駅との間で、輸送力増強のため上り線を2線に線増する3線化を完了した。この3線化は、「上り線においては複々線と同じ効果がある」と広報されている。完成後、上り列車は上述した当駅手前の分岐器で急行線（3番ホーム）と緩行線（4番ホーム）に振り分けられ、一部列車を除き緩急接続は隣の登戸駅で実施するようになった。
これに先立って2007年9月8日から翌9月9日にかけて、登戸駅 - 当駅間で線路切替工事が行われた。これによって下り線ホームの一部位置が変更になり、ホーム形状も改変された箇所がある。
駅舎は北口・南口の2か所ある。北口駅舎は歴史的建造物に値するギャンブレル屋根の駅舎であり、開業当初の新原町田駅（現・町田駅）・本厚木駅・大秦野駅（現・秦野駅）・新松田駅と同一の型のものである。また、現駅舎の柱や梁には廃材となったレールが多用されている。
2001年（平成13年）に廃止された向ヶ丘遊園モノレール線の駅は、小田原線の駅とは独立した施設で、南口のロータリーを挟んだ道路中央部に位置していた。単式ホーム1面1線を有する高架駅で、地上モノレール駅舎（改札・窓口）との間は屋根のない階段で連絡していた。廃止後の駅跡地は駐輪場（向ヶ丘遊園駅周辺自転車等駐車場第9施設）となっている。

### のりば
| ホーム | 路線     | 方向 | 線路   | 行先                   |
| ------ | -------- | ---- | ------ | ---------------------- |
| 1・2   | 小田原線 | 下り | 下り   | 小田原・片瀬江ノ島方面 |
| 3      | 小田原線 | 上り | 急行線 | 新宿・ 千代田線方面    |
| 4      | 小田原線 | 上り | 緩行線 | 新宿・ 千代田線方面    |

※下りの東北沢 - 登戸間、上りの当駅 - 東北沢間の急行線・緩行線は原則として以下の通り使い分けられている。
〔急行線〕
□特急ロマンスカー・■快速急行・□通勤急行は全列車が全区間で走行する。■急行は以下の一部電車を除いて使用する。成城学園前駅 - 経堂駅間の□通勤準急も使用する。
〔緩行線〕
主に■準急・■各駅停車が使用する。□通勤準急も上記以外の区間で使用する。■急行のうち、登戸駅において□特急ロマンスカー・■快速急行を待避する列車は登戸 - 当駅間で、千代田線に直通する上り列車は経堂駅 - 代々木上原駅間で、夕ラッシュ時の千代田線から直通してくる■急行伊勢原行きが代々木上原 - 当駅間で緩行線を使用する。
2016年（平成28年）3月25日まで、日中ダイヤにおいて、東京メトロ千代田線・JR常磐線方面への直通列車は、多摩急行が30分間隔運転されており、当駅を通過していた。平日の朝ラッシュ時のみ千代田線直通電車は急行として運転され、当駅にも停車していた。翌26日の改正より、千代田線直通電車の種別が急行へ変更され、同時に増発され、1時間3本（20分間隔）になり、当駅と経堂駅に新たに停車するようになった。
2004年（平成16年）12月11日ダイヤ改正で快速急行が設定されてから、上記の2016年ダイヤ改正までの間、日中の速達列車は急行が1時間4本のみの停車で、間隔が約20分開くこともあるなど利便性が低下していた。この2016年（平成28年）3月26日改正で、上下線ともに1時間に6本（約10分間隔）の速達列車が停車するようになった。しかし、2022年（令和4年）3月12日ダイヤ変更で、急行新松田行きが削減され、日中の下り急行の半数が当駅で折り返すようになったため、小田原方面の速達列車停車は1時間3本（20分間隔）に減少した。
当駅以西（相模大野・本厚木方面）の準急列車は平日の夕方ラッシュ時間帯に1本設定されている本厚木のみで、土休日ダイヤの準急は当駅までとなっている。
下り線2線化区間は登戸駅で終端となっているため、下りは1番ホームが待避ホーム、2番ホームが主本線となっている。これにより、急行・各停の一部は特急ロマンスカー通過待ちのため、1番ホームへ入線する。一方、当駅 - 登戸駅間上り線2線化前は4番ホームは待避線であったが、線形を引上線から3番ホーム、上り本線から4番ホームへ直進で入る様に変更され、朝ラッシュ時は3番ホームから各停（主に始発）、4番ホームから急行という形で干渉しないように交互発着を実施する場合も多かった。
1・4番ホームに8両編成がそれぞれ夜間留置される。土・日・休日は1・3番ホームに留置される。

### 駅改札内設備

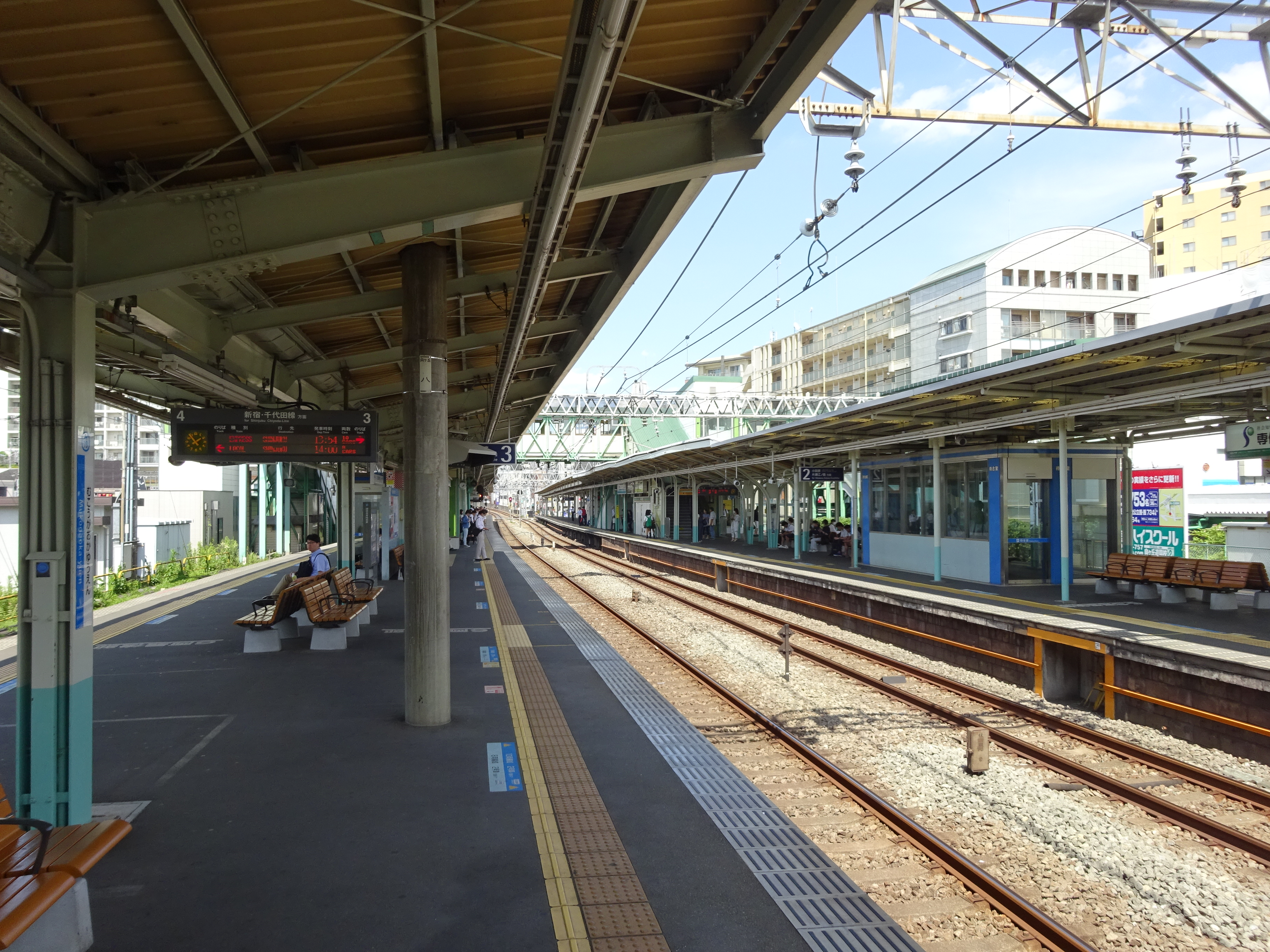
ホーム（2017年6月）

- 各駅舎・各ホームを連絡する跨線橋がある。改札外には小田原側に2014年（平成26年）10月30日より南北を繋ぐ地下連絡通路が使用開始された。
- 空調つき待合室が各ホーム小田原側にある。
- ホームにはベンチが多く設置されている。
- トイレは橋上南口側にある。
- エレベーターは4基あり、1階にある北口駅舎・南口駅舎・上りホーム・下りホームと跨線橋を連絡する。
- エスカレーターは設置されていない。
- これまでホーム内に存在していた 「OX SHOP」と「箱根そば」は2010年（平成22年）6月までに全廃され、ホーム上の売店の代わりとして自動販売機が設置されている（下り線にはそれまで売店で取扱っていた品物のうち、特に売れ行きの良かった品物のみを販売する自販機や、新聞専用の自販機も併設。なお新聞専用自販機は後に撤去）。

なお、売店は南北両改札口のそれぞれ外にショップ形式の売店が設置されており、立ち食いそば店も既存店舗（南口マルシェ内）に統合する格好で拡幅されている（ホーム上からは有人店舗の類が全廃されたが、その分改札外の設備が充実されている）。

### 接近メロディ
2011年（平成23年）9月3日に多摩区内に藤子・F・不二雄ミュージアムが開館するのを記念して、同日からミュージアム最寄駅である当駅と登戸駅の駅自動放送に藤子・F・不二雄原作アニメ作品主題歌のオルゴール調接近メロディを採用した。上りホームは『ドラえもん』主題歌「ドラえもんのうた」、下りホームは『キテレツ大百科』主題歌「はじめてのチュウ」である。これは小田急では『ウルトラマン』『ウルトラセブン』の楽曲を採用した祖師ヶ谷大蔵駅、いきものがかりの楽曲を採用した海老名駅・本厚木駅に次いで3例目となる。

## 利用状況
2024年度（令和6年度）の1日平均乗降人員は57,254人である。小田急電鉄全70駅中第17位。乗換路線のない駅では急行通過駅である鶴川駅より少ないが、特急停車駅である伊勢原駅や秦野駅よりは多い。
近年の1日平均乗降・乗車人員の推移は下表の通り。
| 年度               | 1日平均 乗降人員 | 1日平均 乗車人員 | 出典     |
| ------------------ | ---------------- | ---------------- | -------- |
| 1928年（昭和03年） | 988              |                  |          |
| 1930年（昭和05年） | 977              |                  |          |
| 1935年（昭和10年） | 1,132            |                  |          |
| 1940年（昭和15年） | 2,968            |                  |          |
| 1946年（昭和21年） | 6,549            |                  |          |
| 1950年（昭和25年） | 6,363            |                  |          |
| 1955年（昭和30年） | 10,152           |                  |          |
| 1960年（昭和35年） | 15,895           |                  |          |
| 1965年（昭和40年） | 37,403           |                  |          |
| 1970年（昭和45年） | 48,620           |                  |          |
| 1975年（昭和50年） | 60,041           |                  |          |
| 1980年（昭和55年） | 63,871           |                  |          |
| 1985年（昭和60年） | 63,034           |                  |          |
| 1990年（平成02年） | 70,457           |                  |          |
| 1991年（平成03年） | 71,254           |                  |          |
| 1995年（平成07年） | 67,963           | 33,592           | [ * 1 ]  |
| 1996年（平成08年） |                  | 33,154           |          |
| 1997年（平成09年） |                  | 33,372           |          |
| 1998年（平成10年） |                  | 33,174           | [ * 2 ]  |
| 1999年（平成11年） |                  | 32,594           | [ * 3 ]  |
| 2000年（平成12年） | 63,106           | 31,978           | [ * 3 ]  |
| 2001年（平成13年） |                  | 32,054           | [ * 4 ]  |
| 2002年（平成14年） | 61,640           | 31,066           | [ * 5 ]  |
| 2003年（平成15年） | 61,365           | 30,960           | [ * 6 ]  |
| 2004年（平成16年） | 61,424           | 30,912           | [ * 7 ]  |
| 2005年（平成17年） | 60,741           | 30,483           | [ * 8 ]  |
| 2006年（平成18年） | 60,622           | 30,397           | [ * 9 ]  |
| 2007年（平成19年） | 62,463           | 31,300           | [ * 10 ] |
| 2008年（平成20年） | 64,306           | 32,238           | [ * 11 ] |
| 2009年（平成21年） | 64,166           | 32,140           | [ * 12 ] |
| 2010年（平成22年） | 64,199           | 32,148           | [ * 13 ] |
| 2011年（平成23年） | 64,180           | 32,110           | [ * 14 ] |
| 2012年（平成24年） | 64,385           | 32,194           | [ * 15 ] |
| 2013年（平成25年） | 65,515           | 32,767           | [ * 16 ] |
| 2014年（平成26年） | 64,411           | 32,204           | [ * 17 ] |
| 2015年（平成27年） | 65,774           | 32,901           | [ * 18 ] |
| 2016年（平成28年） | 66,684           | 33,318           | [ * 19 ] |
| 2017年（平成29年） | 67,522           | 33,719           | [ * 20 ] |
| 2018年（平成30年） | 67,518           | 33,770           | [ * 21 ] |
| 2019年（令和元年） | 67,384           | 33,706           | [ * 22 ] |
| 2020年（令和02年） | 41,442           | 20,757           | [ * 23 ] |
| 2021年（令和03年） | 45,891           |                  |          |
| 2022年（令和04年） | 51,916           |                  |          |
| 2023年（令和05年） | 54,816           |                  |          |
| 2024年（令和06年） | 57,254           |                  |          |

## 駅周辺

### 北口
江戸時代に津久井街道の宿場として発展した登戸地域（旧稲田町）の中心地域であり、現在でも川崎市多摩区の行政中心地として各種公共機関が立地している。JR南武線を挟んで北側に多摩川が流れ、比較的平坦な地形で、かつては梨園（下記参照）などが広がる農村地域だったが、高度経済成長以降は人口が急増し、現在では駅から離れた場所でも住宅地の方が多くなっている。
2021年まで駅の改札口を背にすると、西側（左斜め）に向かって登栄会商店街が延び、当駅を起点とする小田急バスはこの通りを行き来していた。2022年4月現在は後述の区画整理に伴い、商店街の店舗が徐々に取り壊されており、新たな道路の開通によって小田急バスの運行経路も変更されている。この通りの先、津久井道の旧道（現在は市道）を渡った所に多摩区総合庁舎（区役所）があり、県道世田谷町田線（津久井道）と直交する。世田谷町田線を南西方向に進むと登戸郵便局、多摩警察署、多摩消防署が立地する。世田谷町田線を渡った北側には神道系の新宗教である丸山教の本部がある。丸山教は当駅の設立の際に土地を提供するなどの貢献があったこともあり、当駅の北口にある売店が同教系列で運営されていた。
一方、北東側（右斜め）に向かって中央銀座商店街が延び、同商店街は津久井道の旧道と合流し、登戸駅の東通り商店街につながっていたが、こちらも後述の区画整理によって姿を消している。
向ヶ丘遊園駅北口地区では登戸駅西口地域と一体となって1988年から「登戸土地区画整理事業」が行われており、出口右側（北側）に仮設バス乗り場が、左側はタクシー乗り場および、駐輪場と駅西側の踏切へ通じる細い道路がある。かつては出口左手にバス乗り場・タクシー乗り場があり、用地が狭くバスが転回できないため電動のターンテーブルで方向転換していたが、2006年7月に廃止されて出口右手の仮設バス乗り場に移転した。9月ごろには、ターンテーブルを撤去してタクシー専用乗り場として整備された。一方、右手にはマルシェがありコンビニエンスストア・飲食店などが入居していたが、同事業に基づいて撤去され、23階建て高層マンション「アトラスタワー向ヶ丘遊園」が建設された。同駅周辺ではこれが最も高い建築物で、仮設バス乗り場は周囲の緑地部分および駅前バス広場の予定地を流用している。同マンションの1階には2008年11月に東急ストアが進出したが、2023年5月に閉店している。
区画整理事業は移転物件の多さなどから長らく難航し、2010年代初頭に至るまで土地使用開始率は計画の半分に満たない状況だったが、その後集団移転の進行により2020年代に掛けて急速に駅周辺の立ち退き等が進み、現在は2025年度の基盤整備完了を予定している。
なお、区画整理事業の完成時には小田急線の登戸駅 - 当駅間で複々線分の線路用地が確保される計画だが、2023年時点では着手未定となっている。
- 川崎市多摩区総合庁舎（多摩区役所）
- 多摩警察署
- 川崎市多摩消防署
- 登戸郵便局（ゆうちょ銀行登戸店併設）
- 横浜銀行登戸支店
- きらぼし銀行登戸支店・稲田堤支店
- 小田急OX向ヶ丘遊園店
- オーケー登戸店
- フレスコベンガベンガ 枡形店
- 東京都道・神奈川県道3号世田谷町田線（津久井道）

#### 駅設備
駅舎と駅前の間はほぼ平坦であり、そのため橋が設置されておりエレベーター・階段でのホーム↔改札、ホーム↔ホームの移動ができる。

### 南口
北口と比較すると多摩丘陵北端が駅近くまで迫り、特に五反田川南側では傾斜が急となる。旧稲田町時代から行政中心地だった北側より、比較的新しい時期に住宅開発が成された地域でもある。駅南側を県道川崎府中線（府中街道）が通り（小田急線を跨線橋で越え、多摩警察署前で世田谷町田線と交差）。南口からはこの川崎府中線へ片側2車線道路が延び、五反田川を渡った地点で稲生橋交差点となっている。このため自動車でのアクセスは北口より容易である。駅から見て、同交差点を直進すると丘陵地へ入り、岡本太郎美術館や日本民家園などがある生田緑地入口へ向かい、その先は東名高速道路の東京料金所（向ヶ丘（むかいがおか）バスストップ併設）方面へと繋がる。この道路を利用して、2010年（平成22年）より川崎市交通局が溝19系統の試験運行（向ヶ丘遊園駅への乗り入れ）をし、2014年（平成26年）3月より正式に運行開始した。
この道路は五反田川手前で登戸駅方面からの市道（小田急線東側を通る道路）と合流し、この道路を通る登戸駅発着バスはその近く、元ダイエー向ヶ丘店前にある「向丘遊園駅入口」バス停からの乗車が可能となっている（下記参照）。駅前道路の中央分離帯上には2000年（平成12年）2月13日まで運転していた小田急向ヶ丘遊園モノレール線の高架橋が建設されていたが、廃線後に撤去され現存しない。
丘陵地帯には公園や教育・研究機関が設置され、1934年（昭和9年）には日本女子大学、1949年（昭和24年）には専修大学、1951年（昭和26年）には明治大学が進出して向ヶ丘遊園駅周辺に学生街の要素を加えた。明治大学生田キャンパスの敷地の一部は、1939年（昭和14年）に開設された大日本帝国陸軍の各種兵器開発・技術研究機関である登戸研究所跡地を利用している。明治専修両大学への路線バスは北口より発着して世田谷町田線を経由しているが、徒歩で通学する場合は南口を利用した方が近い。傾斜地のため開発が比較的遅かったこと、自然が多く残るという環境への人気から、北口と比較すると大規模マンションの建設が目立つ。一方、駅東側の平坦地では北口同様に一戸建てなどの低層住宅が多く、以前は果樹園との混在も多く見られた。
2002年（平成14年）3月31日まで、バラ苑で知られる向ヶ丘遊園も営業し、小田急の文化観光事業で重要な存在となっていた。遊園の閉鎖後は遊戯施設が撤去されたが、ばら苑は川崎市および地元有志の手により維持され、春と秋の年2回の一定期間内に限り一般公開されている。前述の藤子・F・不二雄ミュージアムは向ヶ丘遊園跡地の一部、府中街道沿いの区画に建設されたが、ミュージアムへのシャトルバスは東口の区画整理事業が完成してバスターミナルが整備された登戸駅からの発着となっている(向ヶ丘遊園駅からもバス（溝06・向01・02）で行くことは可能)。残る森林部分については生田緑地に組入れられる方向で検討されている。五反田川を越えて徒歩5分の所には稲田登戸病院が開設されていたが、改築問題がまとまらずに2006年（平成18年）3月31日限りで閉院となり（跡地にはマンションが建設）、多摩区地域の総合医療業務は同年2月に開業した川崎市立多摩病院へと事実上継承された。
- 専修大学 生田キャンパス
- 明治大学生田キャンパス
- 生田緑地
  - 川崎市岡本太郎美術館
  - 川崎市立日本民家園
  - 川崎市立青少年科学館
  - 藤子・F・不二雄ミュージアム
- ライフ向ヶ丘遊園店
- クロス向ヶ丘（イオンフードスタイルやノジマなどが入る大型商業施設）
- みずほ銀行 向ヶ丘支店
- 川崎緑地生田国際ゴルフ場
- 神奈川県道・東京都道9号川崎府中線（府中街道）

#### 駅設備
駅舎と駅前歩道間に階段・スロープがある。

## バス路線

### 北口
北口の駅前ロータリーに小田急バスの路線が乗り入れる。2022年（令和4年）3月26日までは神奈川中央交通東（神奈中バス）・川崎市バスが中央銀座商店街路上の乗り場を使用していたが、駅周辺の区画整理に伴って経路変更され、神奈中バスはロータリー内への乗入に変更し、川崎市バスは路線乗入が廃止された。同年4月1日からは小田急バスも経路変更を実施し、ロータリーへの進入路が南側から北側に変更され、それに伴って乗り場変更が実施された。2024年（令和6年）3月9日からは新たなロータリーの仮使用開始に伴い、再度乗り場変更が実施された。2025年3月で神奈中バスの路線は廃止された。
向ヶ丘遊園駅
| 乗り場 | 系統     | 行先                       | 運行事業者 | 備考                 |
| ------ | -------- | -------------------------- | ---------- | -------------------- |
| 1      | 向11     | あざみ野駅                 | ■小田急    |                      |
| 1      | 向12     | 聖マリアンナ医科大学       | ■小田急    |                      |
| 2      | 向10     | 専修大学                   | ■小田急    |                      |
| 2      | 向10     | 専修大学9号館              | ■小田急    | 平日8 - 10時台に運行 |
| 3      | 向13     | 明治大学正門               | ■小田急    |                      |
| 4      | 系統なし | 登戸営業所                 | ■小田急    |                      |
| 4      | 送迎     | 専修大学教職員専用バス     | ■小田急    |                      |
| 4      | 送迎     | 明治大学教職員専用バス     | ■小田急    |                      |
| 4      | 送迎     | カリタス小学校スクールバス | ■小田急    |                      |

### 南口
南口の駅前ロータリーに川崎市交通局（川崎市バス）・東急バス路線が乗り入れる。
向丘遊園駅南口（市バス）・向ヶ丘遊園駅南口（東急）
登14・溝06系統のうち登戸駅を発車する便には「向丘遊園駅入口」（元ダイエー前、当駅より徒歩3分）から乗車が可能となっている。
| 乗り場 | 系統 | 主要経由地                   | 行先           | 運行事業者    | 備考                         |
| ------ | ---- | ---------------------------- | -------------- | ------------- | ---------------------------- |
| 5      | 登14 | 稲田堤駅入口                 | 西菅団地       | ■市バス       | 日中は向丘遊園駅南口非経由   |
| 5      | 溝19 | 生田緑地入口                 | 溝口駅南口     | ■市バス       |                              |
| 5      | 溝06 | 藤子・F・不二雄 ミュージアム | 溝口駅         | ■市バス       | 数本ではあるが登戸駅経由あり |
| 5      | 溝06 | 藤子・F・不二雄 ミュージアム | 井田営業所前   | ■市バス       | 数本ではあるが登戸駅経由あり |
| 5      | 向02 | 藤子・F・不二雄 ミュージアム | 二子玉川駅     | ■東急         |                              |
| 5      | 向02 | 藤子・F・不二雄 ミュージアム | 高津営業所     | ■東急         |                              |
| 6      | 向01 | 藤子・F・不二雄 ミュージアム | 梶が谷駅       | ■東急         |                              |
| 6      | た83 | 生田緑地入口                 | たまプラーザ駅 | ■市バス ■東急 |                              |

## その他
- 2018年（平成30年）3月17日改正以前のダイヤでは、当駅は特急ロマンスカーのうち新松田駅にも停車する一部列車が停車していた一方、快速急行・多摩急行は通過しており、一種の逆転現象が生じていた。また、当駅は元々交通至便な駅として川崎市多摩区開発拠点とされ、駅近くに区役所が設けられた経緯があると共に、路線バス発着拠点となっている。
- 登戸寄りに位置する登戸1号踏切は、複々線の終始点に当たることや、当駅に停車する各列車が度々踏切手前で信号待ちをすることから、ラッシュ時にはしばしば開かずの踏切となっていた。この踏切は区画整理事業に伴い2023年（令和5年）6月5日より自転車を除き車両通行止めとなり、2025年（令和7年）には跨線橋に代替される形で廃止となる予定である[29]。
- かつて生田側（西側）に向ヶ丘遊園1号踏切が存在したが、2014年（平成26年）10月30日正午の南北連絡通路完成に伴い廃止された。この踏切は歩行者二輪車専用であったものの、前述の登戸1号踏切と同様に締切時間が長く、また盛り土上に設置されていたため前後に傾斜があり、更に道幅が狭かった。これにより、二輪車は降りてその車両を引いて歩く姿が多く見受けられた[30][31]。安全対策として試験的にメロディを流していたこともある[32]。

### 多摩急行問題
- 神奈川県鉄道輸送力増強促進会議は、2006年度（平成18年度）小田急電鉄向け要望書で、多摩急行当駅停車を要望していた。これに対し小田急電鉄は当時、急行が登戸駅と当駅を連続停車していることから、多摩急行については当駅を通過させて速達性確保を図っていると説明していたが[33][注 5]、その後2016年（平成28年）3月26日ダイヤ改正で、多摩急行運行時間帯を縮小し千代田線 - 唐木田発着急行を日中時間帯中心に設定した。この時点では多摩急行自体の停車駅に変更はなく引続き当駅を通過するため、運行時間帯においては優等列車の運転間隔にばらつきがあった。しかし、2年後の2018年（平成30年）3月17日ダイヤ改正で多摩急行は全廃され、当駅を通過する列車は特急ロマンスカーと快速急行のみとなっている。

## 隣の駅
小田急電鉄
 小田原線
■快速急行
通過
□通勤急行（平日朝上りのみ運転）
成城学園前駅 (OH 14) ← 向ヶ丘遊園駅 (OH 19) ← 新百合ヶ丘駅 (OH 23)
■急行
登戸駅 (OH 18) - 向ヶ丘遊園駅 (OH 19) - 新百合ヶ丘駅 (OH 23)
□通勤準急・■準急・■各駅停車（通勤準急は平日朝上り、準急は当駅以西は平日夜下りのみ運転）
登戸駅 (OH 18) - 向ヶ丘遊園駅 (OH 19) - 生田駅 (OH 20)

### かつて存在した路線
小田急電鉄
向ヶ丘遊園モノレール線
向ヶ丘遊園駅 - 向ヶ丘遊園正門駅